# Inmaculada Moreno Hernández
Inmaculada Moreno Hernández (El Puerto de Santa María, 14 de abril de 1960) es una poeta española, licenciada en Filología Hispánica por la Universidad de Sevilla.

## Biografía

### Estudios y vida profesional
Moreno es licenciada en Filología Hispánica por la Universidad de Sevilla. Realizó sus estudios de doctorado en la Universidad de Valladolid y ejerce como profesora de Lengua Castellana y Literatura en un instituto de su localidad natal. Es académica electa de la Academia de Bellas Artes de Santa Cecilia de su ciudad.
Durante la primavera de 1996 en una estancia de pocas semanas en Viena conoció la poesía de Mascha Kaléko, de la que se convirtió en introductora y traductora al español. Es una mujer de gran sentido familiar y fueron los poemas escritos para introducir a cada uno de sus sobrinos en el mundo de la poesía los que acabarían componiendo el que sería su único libro infantil hasta la fecha; Poemas para Sobrinos.
Años más tarde, durante una residencia de poco más de un año (2007-08) en el norte de Inglaterra, invitada como profesora por el Departamento de Lenguas Extranjeras de Calday Grange Grammar School de West Kirby alentada por su hermana Cristina, creó Donde la hoguera Verde. Un libro plagado de referencias británicas y en el que no es difícil ver ciertas reminiscencias de la poesía inglesa contemporánea desde Ted Hughes hasta Simon Armitage.

### Publicaciones
Moreno ha publicado diversos libros de poesía, además de haber antologado, traducido y prologado a la poeta alemana Mascha Kaléko. 
Sus libros han sido traducidos al portugués en la revista Canal (Abrantes, 1998) y al árabe en Voces del Sur (Tetuán, 2005).
Ha publicado diversos ensayos sobre poesía en revistas y ediciones especializadas entre los que destacan los titulados La banalización del fingimiento en Campo de Agramante, n.º 10, 2008, pp. 163-172 o Alonso Quijano, lector en El Placer de la escritura o nuevo retablo de Maese Pedro (Ana Sofía Pérez Bustamante ed), publicaciones de la Universidad de Cádiz, 2005, pp. 239-250.

### Algunas valoraciones críticas
Guillermo Carnero recibió su primer libro (Son los ríos) reseñándolo a página completa en El Cultural (31/1/1999) con palabras tan elogiosas como:

“Hay primeros libros sorprendentemente conseguidos, con maestría precoz en el dominio de la palabra, y con un conocimiento emocional que viene de la intuición y de la lectura más que del tránsito por la realidad. El tuyo tiene esa maestría, con el mérito añadido de la madurez y de la densidad.y por el significado hondo de lo sencillo cuando no es simple, y por eso no has temido ponerte a la sombra de un clásico como Jorge Manrique (…) Digo ponerte a la sombra en el mejor de los sentidos, y no porque Manrique te haga sombra. (…) Son los ríos es el resultado de una inteligencia emocional y a la vez reflexiva, de una melancolía contenida y sin excesos y de una percepción instintiva y segura de la musicalidad del verso.”

En el ámbito universitario internacional, la poesía de Moreno aparece citada o analizada en los libros: 
Sharon K Ugalde (prof. Texas State University), En voz Alta, Madrid, Hiperion, 2007;  Laura Scarano, Los usos del Poema. Poéticas españolas últimas, Mar del  Plata, Universidad Nacional de Mar del Plata, EUDEM, 2008 y  Marcela Romano (coord.):  Lo vivo lejano: Poéticas españolas en diálogo con la tradición, Mar del Plata, EUDEM, 2009.

## Obra

### Poesía
- Son los ríos, Renacimiento, Premio Ciudad de San Fernando 1998.
- Los hombros vulnerables [Plaquette], Cuadernos de la Chancillería, Jerez, 2005.
- Poemas para sobrinos, Hiperión, 2006.
- Como lava Oscura [Plaquette], Alla Pasticceria del pesce, Milán, 2006.
- Igual que lava oscura,[5] Renacimiento, 2008.
- Donde la hoguera verde, Hiperión, Premio Internacional Antonio Machado en Baeza, 2011.

### Edición y traducción
- Mascha Kaléko. Tres maneras de estar sola, Renacimiento, 2012.[6][7][8][9]

## Premios y reconocimientos
- En 1998, ha recibido el Premio Ciudad de San Fernando por Son los Ríos
- En 2011, el Premio Internacional Antonio Machado en Baeza por Donde la Hoguera Verde.[10]
- Con Donde la Hoguera Verde quedó finalista del Premio Andalucía de la Crítica en la modalidad de Poesía.